# Eichoichemus flavianalis
Eichoichemus flavianalis är en tvåvingeart som beskrevs av Macquart 1848. Eichoichemus flavianalis ingår i släktet Eichoichemus och familjen rovflugor. Inga underarter finns listade i Catalogue of Life.